# Бурсук-Дял
Бурсук-Дял (рум. Bursuc-Deal) — село у повіті Ясси в Румунії. Входить до складу комуни Леспезь.
Село розташоване на відстані 324 км на північ від Бухареста, 71 км на захід від Ясс.

## Населення
За даними перепису населення 2002 року у селі проживали 809 осіб, з них 808 осіб (99,9%) румунів. Усі жителі села рідною мовою назвали румунську.